# Super Mario Land 2: 6 Golden Coins
Super Mario Land 2: 6 Golden Coins (en japonés, スーパーマリオランド2 6つの金貨) es un videojuego desarrollado por Nintendo para la videoconsola portátil Game Boy en 1992. Creado por Gunpei Yokoi, supone la continuación de la saga de plataformas Super Mario Land para esa consola y es uno de los juegos más largos de Game Boy, con 2MB.
En Super Mario Land 2, el jugador asume el papel del protagonista Mario, cuyo objetivo principal es recuperar su isla personal, Mario Land. El juego supuso el debut en la saga de Mario del personaje de Wario, némesis de Mario y antagonista de la historia.

## Argumento
Super Mario Land 2 tiene lugar inmediatamente después del primer Super Mario Land, donde Wario también quiere tener un castillo para él solo, y para ello ha lanzado un hechizo sobre todo Super Mario Land mientras Mario estuvo afuera. El territorio ahora es apodado Wario Land, y todos sus habitantes piensan que Wario ya es su líder, mientras que Mario es el enemigo principal. Wario se esconde en el antiguo castillo de Mario y el sello mágico que Wario colocó en la entrada del castillo solo se puede deshacer recogiendo las legendarias seis monedas de oro, que están protegidas por los secuaces de Wario en varios lugares de Mario Land. 
Para detener todo esto, Mario debe encontrar las 6 monedas doradas que están por todo el territorio para que este pueda a Ir a su castillo, derrotar a Wario, e intentar liberar a Super Mario Land del hechizo de Wario.

## Jugabilidad
El juego cuenta con diferencias notables relacionadas con la primera versión de Super Mario Land. El juego guarda muchísima más relación con todos los antecesores de Super Mario, sobre todo Super Mario World, además, se refleja en la variedad de los enemigos, los escenarios y el mismo Mario. Se permite el movimiento del personaje a la izquierda, consiguiendo regresar hacia atrás en un mismo nivel. Los niveles no tienen ningún desarrollo lineal, así que el jugador podrá moverse por un mapa que permita ir a los niveles que quiera, y también hay niveles ocultos.
Además, a diferencia del Super Mario Land, Super Mario Land 2 permite guardar la partida.

## Niveles

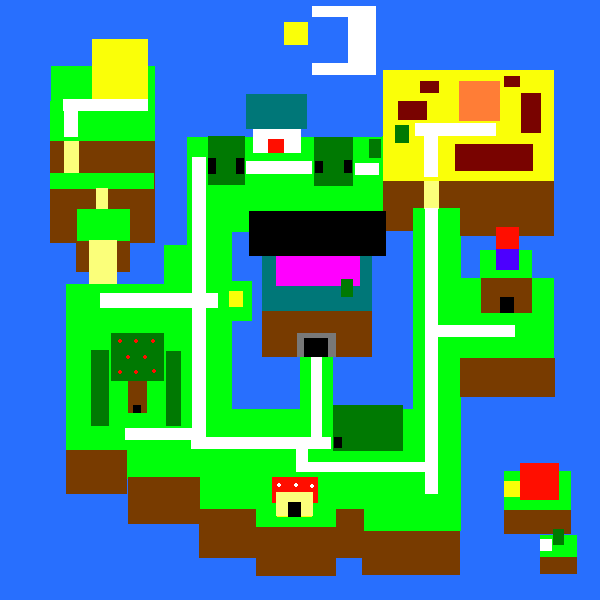
Mapa de Mario Land.

Super Mario Land 2 tiene 6 áreas tematizadas, una por cada moneda de oro. Cada una de ellas tiene varios niveles y al final de cada área, Mario enfrentará a un jefe final, el cual tiene la moneda dorada. Además, hay 4 niveles independientes de las zonas. Las áreas son las siguientes:
- Zona Árbol: Situada en un árbol; esta zona tiene varios niveles temáticos según cada parte del árbol. Tiene usualmente como enemigos a abejas y pájaros y su jefe final es Radonkel, que es un cuervo.

- Zona Espacial: Situada en el espacio; su enemigo es Tatanga de Super Mario Land.

- Zona Macro: Situada alrededor de una enorme casa donde Mario es pequeño en comparación. Los niveles se desarrollan en cañerías, cocinas y hormigueros. Su enemigo final es una rata llamada Ricky.

- Zona Calabaza: Situada en una calabaza, los niveles y enemigos están basados en la estética de Halloween. Su jefe final es Sabasa, que es una bruja. Un detalle curioso es que esta zona tiene un Goomba con máscara de hockey y un cuchillo clavado en la máscara, que es una parodia de Jason Voorhees.

- Zona Mario: Situada en un muñeco gigante de Mario, los niveles están ambientados con estética de juguete. Los jefes finales están inspirados en Los tres cerditos: éstos están incluso en tres casas diferentes, una de paja, otra de madera y la última de ladrillo.

- Zona Tortuga: Se llama así porque el jugador entra en la zona después de que Mario es tragado por una tortuga gigante. Muchos de sus niveles se desarrollan en el fondo del mar, incluyendo en un submarino y dentro de una ballena. El jefe final es un pulpo.

En caso de sumarse los 4 niveles independientes, en total hay 32. Algunos de ellos son accesibles solo con entrar en pasillos secretos que están en los niveles tradicionales, pero cuando los niveles especiales son terminados no se puede reentrar a ellos, así como a todos los niveles donde hay jefes. Cuando se recibe la moneda de oro se puede ir de nuevo a los niveles de la misma, pero el jefe final no reaparece. También hay 3 minijuegos individuales.
El juego tiene 2 niveles de dificultad. A pesar de aparecer el modo normal usualmente como la dificultad predeterminada; también hay un modo fácil al que se accede presionando "Select" antes de comenzar el juego correspondiente. El modo fácil tiene menos enemigos e introduce pequeños cambios en cada nivel.

## Power ups
Mario tiene los clásicos power ups como el Super Hongo, la Flor de fuego y la Estrella de Invencibilidad que le hace brevemente invencible. A diferencia de Super Mario Land, todos los efectos de la Flor de fuego  (en Super Mario Land llamada superbola) son parecidos a todos los de Super Mario World, aunque Mario tiene una pluma en la gorra para que hacer al jugador distinguirle. Aquí, la seta de vida extra es reemplazada por un corazón ahora que ha sido completamente imposible la diferenciación de una seta de otra en (todas) las paletas de color de la Game Boy. Además de estos, Mario tiene otros power-ups:
- Zanahoria: Transforma a Mario en un Conejo Mario. Con sus orejas de conejo, puede planear pequeñas distancias, además, podrá descender lentamente en el aire al batirlas, como Mario mapache (Super Mario Bros. 3). Además puede saltar más alto.

- Burbuja: Permite volar, pero solo aparece en un nivel. A diferencia de otros power-ups, este no aparece de un bloque, si no de la nariz de un hipopótamo.

- Traje espacial: Mario lo tiene automáticamente en las fases de la Zona espacial. Permite que Mario salte más alto y pueda mantenerse en el espacio.

## Recepción y legado
Super Mario Land 2: 6 Golden Coins vendió cerca de 7.000.000 de copias como una enorme cantidad a pesar de calcularse que su antecesor Super Mario Land vendió cerca de 18.000.000 de copias mundialmente. El juego también consagró al personaje de Wario dentro de las sagas de Nintendo, y la compañía decidió que la tercera parte de la saga Super Mario Land fuese protagonizada por él, llamándose ese juego Wario Land: Super Mario Land 3.
La Official Nintendo Magazine clasificó a Super Mario Land 2 en el puesto 44 de su lista de los "100 mejores juegos de Nintendo". Nintendo Power lo enumeró como el séptimo mejor videojuego de Game Boy / Game Boy Color, elogiándolo por sus mejoras sobre Super Mario Land y por tener imágenes impresionantes para un juego portátil. Game Informer lo llamó el cuarto mejor juego de Game Boy y alabó sus niveles y creatividad. La revista británica Total dio al primer juego de Super Mario Land una nota de 94/100, pero solo dio a la secuela un 70/100. La revista Superjuegos le dio una clasificación de 84%.
El juego fue lanzado para la Nintendo 3DS en su Consola Virtual a través de la eShop el 29 de septiembre de 2011, en América del Norte y Europa, y fue lanzado el 12 de octubre de 2011, en Japón. También se lanzó como parte del servicio de Nintendo Switch Online.